# Etmopterus polli
Etmopterus polli är en hajart som beskrevs av Bigelow, Schroeder och Springer 1953. Etmopterus polli ingår i släktet Etmopterus och familjen lanternhajar. IUCN kategoriserar arten globalt som otillräckligt studerad. Inga underarter finns listade i Catalogue of Life.